# Dérangement partiel
En combinatoire, le nombre de rencontres d'une permutation d'un ensemble fini de n objets est le nombre de points fixes de cette permutation. Ce nombre intervient dans le problème des rencontres.
On notera {\displaystyle D_{n,k}} le nombre de permutations de {\displaystyle \{1,2,\ldots ,n\}} présentant exactement {\displaystyle k} rencontres ; ces permutations, qui ont donc un support de cardinal n – k, sont appelées des dérangements partiels d'ordre n – k.

## Exemples
- La permutation {\displaystyle {\bigl (}{\begin{smallmatrix}1&2&3&4&5&6\\3&2&4&6&5&1\end{smallmatrix}}{\bigr )}} présente 2 rencontres ; c'est un dérangement partiel d'ordre 4.

- Si sept cadeaux sont donnés à sept personnes, il y a {\displaystyle D_{7,2}} manières que deux personnes reçoivent le cadeau qui leur était destiné.

- Un autre exemple classique est celui d'une école de danse avec sept couples. Après une pause, les participants doivent sélectionner au hasard un partenaire pour la suite du cours : il y a à nouveau {\displaystyle D_{7,2}} possibilités pour que deux des couples précédant la pause soient reconstitués par le hasard.

## Valeurs numériques
Voici le début du tableau triangulaire de la suite double {\displaystyle (D_{n,k})}, suite A008290 de l'OEIS :
| {\displaystyle _{n}\!\!\diagdown \!\!^{k}} | 0    | 1    | 2   | 3   | 4  | 5  | 6 | 7 |
| ------------------------------------------ | ---- | ---- | --- | --- | -- | -- | - | - |
| 0                                          | 1    |      |     |     |    |    |   |   |
| 1                                          | 0    | 1    |     |     |    |    |   |   |
| 2                                          | 1    | 0    | 1   |     |    |    |   |   |
| 3                                          | 2    | 3    | 0   | 1   |    |    |   |   |
| 4                                          | 9    | 8    | 6   | 0   | 1  |    |   |   |
| 5                                          | 44   | 45   | 20  | 10  | 0  | 1  |   |   |
| 6                                          | 265  | 264  | 135 | 40  | 15 | 0  | 1 |   |
| 7                                          | 1854 | 1855 | 924 | 315 | 70 | 21 | 0 | 1 |

## Formules
Les nombres dans la colonne correspondant à {\displaystyle k=0} sont les nombres de dérangements, définis par récurrence double par :
{\displaystyle D_{0,0}=1,\!}
{\displaystyle D_{1,0}=0,\!}
{\displaystyle D_{n+2,0}=(n+1)(D_{n+1,0}+D_{n,0})\!}
Il s'avère que (voir le problème des rencontres)
{\displaystyle D_{n,0}=n!\sum _{k=0}^{n}{\frac {(-1)^{k}}{k!}}=\left\lfloor {\frac {n!}{e}}\right\rceil },
où {\displaystyle \left\lceil .\right\rfloor } désigne la fonction entier le plus proche (le rapport est arrondi à la valeur supérieure si {\displaystyle n} est pair et à la valeur inférieure si {\displaystyle n} est impair).
Plus généralement, pour tout {\displaystyle 0\leqslant k\leqslant n}, on a :
{\displaystyle D_{n,k}={n \choose k}D_{n-k,0}}
En effet, les nombres de dérangements partiels s'obtiennent facilement à partir des nombres de dérangements : choisir les {\displaystyle k} points fixes parmi les {\displaystyle n} éléments, puis déranger (sans aucun point fixe donc) les {\displaystyle n-k} éléments restants. Il y a {\displaystyle {n \choose k}} façons de choisir les points fixes, et {\displaystyle D_{n-k,0}} façon de déranger les points non fixes.
On en déduit la formule explicite pour les nombres de dérangements partiels d'ordre n – k :
{\displaystyle D_{n,k}={\frac {n!}{k!}}\sum _{i=0}^{n-k}{\frac {(-1)^{i}}{i!}}}
Pour  {\displaystyle k} fixé et n tendant vers l'infini, on a donc :
{\displaystyle D_{n,k}\sim {\frac {n!}{e.k!}}}

## Distribution de probabilité
La somme des cases de chaque ligne de la table de la section «valeurs numériques» est le nombre total de permutations de l'ensemble {\displaystyle \{1,2,\ldots ,n\}} : {\displaystyle n!}. En divisant donc ces valeurs par {\displaystyle n!}, on obtient la loi de probabilité du nombre {\displaystyle X_{n}} de points fixes pour une permutation aléatoire uniforme sur {\displaystyle \{1,2,\ldots ,n\}}. La probabilité d'avoir {\displaystyle k} points fixes pour une permutation de {\displaystyle n} éléments vaut donc :
{\displaystyle P(X_{n}=k)={D_{n,k} \over n!}={\frac {1}{k!}}\sum _{i=0}^{n-k}{\frac {(-1)^{i}}{i!}}}
| {\displaystyle _{n}\!\!\diagdown \!\!^{k}} | 0       | 1       | 2       | 3       | 4       | 5       | 6       | 7       |
| ------------------------------------------ | ------- | ------- | ------- | ------- | ------- | ------- | ------- | ------- |
| 0                                          | 1       |         |         |         |         |         |         |         |
| 1                                          | 0       | 1       |         |         |         |         |         |         |
| 2                                          | 0.5     | 0       | 0,5     |         |         |         |         |         |
| 3                                          | 0,33333 | 0,5     | 0       | 0,16667 |         |         |         |         |
| 4                                          | 0,375   | 0,33333 | 0,25    | 0       | 0,04167 |         |         |         |
| 5                                          | 0,36667 | 0,375   | 0,16667 | 0,08333 | 0       | 0,00833 |         |         |
| 6                                          | 0,36806 | 0,36667 | 0,1875  | 0,05556 | 0,02083 | 0       | 0,00139 |         |
| 7                                          | 0,36786 | 0,36806 | 0,18333 | 0,0625  | 0,01389 | 0,00417 | 0       | 0,00020 |

Pour {\displaystyle n\geqslant 1}, l'espérance du nombre de points fixes est égale à 1, tout comme pour la loi de Poisson de paramètre 1. Plus généralement, pour {\displaystyle i\leqslant n}, le {\displaystyle i}ème moment de cette loi de probabilité est égal au {\displaystyle i}ème moment de la loi de Poisson de paramètre 1 ; il s'agit aussi du {\displaystyle i}ème nombre de Bell, i.e. le nombre de partitions d'un ensemble à {\displaystyle i} éléments : {\displaystyle E(X_{n}^{i})=\sum _{k=0}^{n}k^{i}{\frac {D_{n,k}}{n!}}=B_{i}} .
D'une façon générale, {\displaystyle E(X_{n}^{i})=\sum _{k=0}^{\min(n,i)}S(i,k)}, où {\displaystyle S(i,k)} est un nombre de Stirling de seconde espèce, alors que {\displaystyle B_{i}=\sum _{k=0}^{i}S(i,k)}.
Pour {\displaystyle i>n}, le {\displaystyle i}ème moment de cette loi de probabilité est donc plus petit que celui de la loi de Poisson.

### Distribution de probabilité limite
On a :
{\displaystyle \lim _{n\to \infty }{P(X_{n}=k)}=\lim _{n\to \infty }{D_{n,k} \over n!}={1 \over ek!}}
Il s'agit de la probabilité qu'une variable aléatoire de Poisson de paramètre 1 soit égale à {\displaystyle k}. Ainsi le nombre de points fixes converge en loi vers une loi de Poisson de paramètre 1. On constate la vitesse de cette convergence avec la colonne {\displaystyle k=0} du tableau précédent : {\displaystyle 1/e\approx } 0,367879.